# Sainte-Eusoye
 Sainte-Eusoye  es una población y comuna  de Francia, en la región de Picardía, departamento de Oise, en el distrito de Clermont y el cantón de Froissy.

## Demografía
| 138 | 147 | 170 | 202 | 210 | 229 |
| Para los censos de 1962 a 1999 la población legal corresponde a la población sin duplicidades (Fuente: INSEE [Consultar]) |     |     |     |     |     |